# Кхарак Сінґх
Кхарак Сінґх (22 лютого 1801 — 5 листопада 1840) — сикхський правитель Пенджабу та держави Сикхів. Успадкував владу від свого батька, Ранджита Сінґха наприкінці червня 1839 року. За три місяці був усунутий від престолу та ув'язнений своїм сином. Загинув у в'язниці за рік.